# صورالاقالیم
صورالاقالیم کتابی در جغرافیاست که توسط ابوزید بلخی (قرن چهارم) نوشته شده‌است. از این کتاب نسخه ای در دست نیست. کتاب دیگری به زبان فارسی از قرن هشتم از مولفی ناشناخته وجود دارد که ممکن است قسمتی از کتاب ابوزید بلخی باشد. این کتاب اخیرا به نام هفت کشور و صور الاقالیم به چاپ رسیده است.